# Гебхард Йохан III фон Алвенслебен-Изеншнибе-Еркслебен
Гебхард Йохан III фон Алвенслебен (на немски: Gebhard Johann von Alvensleben; * 8 август 1667, Еркслебен; † 26 юли 1738, Еркслебен) е благородник от род фон Алвенслебен, господар в Изеншнибе/Гарделеген и Еркслебен.

## Произход
Той е най-малкият син на Гебхард Кристоф фон Алвенслебен (1631 – 1690) и съпругата му фрайин София Магдалена фон Бухенау (1625 – 1698), дъщеря на фрайхер Ханс Балтазар фон Бухенау и фрайин Мария Магдалена фон Клозен цу Хайденбург. По-големият му брат е бездетния Фридрих Адам фон Алвенслебен (* 1666; † 15 април 1720, Изеншнибе).

## Фамилия
Гебхард Йохан III фон Алвенслебен се жени на 25 ноември 1695 г. за Августа Еренгард фон Алвенслебен (* 11 септември 1677, Еркслебен; † 24 юли 1725, Еркслебен), дъщеря на Гебхард Йохан II фон Алвенслебен (1642 – 1700) и Кристина фон Алвенслебен (1651 – 1691), дъщеря на Гебхард XXV фон Алвенслебен (1618 – 1681) и Агнес фон Раутенберг (1616 – 1685/1686). Те имат осем деца:
- София Августа фон Алвенслебен, омъжена за Йохан Лудвиг фон Крозигк
- Мария Еренгард Кристина фон Алвенслебен
- Йохана Луиза фон Алвенслебен

- Гебхард Йохан фон Алвенслебен
- Йохан Август фон Алвенслебен
- Фридрих Август фон Алвенслебен (* 6 септември 1703, Еркслебен; † 13 септември 1783, Изеншнибе/Гарделеген), женен на 31 март 1739 г. за София Доротея фон Алвенслебен (* 5 октомври 1715, Еркслебен; † 1 февруари 1788, Магдебург), дъщеря на Йохан Август фон Алвенслебен (1680 – 1732) и Агнес София фон Алвенслебен; имат осем деца
- Карл Леберехт фон Алвенслебен
- Ернст Лудвиг фон Алвенслебен, женен I. за Аделхайд Августа фон Килмансеге; имат 6 деца, II. за Елеонора Вероника фон Зидов